# Frederik af Nassau-Weilburg
Frederik af Nassau-Weilburg (født 26. april 1640 i Metz, død 8. september 1675) var fyrstelig greve af Nassau-Weilburg fra 1655, og han regerede fra 1663 til 1675. Han var søn af regerede greve Ernst Casimir af Nassau-Weilburg (1607–1655) og Anna Maria af Sayn-Wittgenstein-Hachenburg (1610–1656).

## Familie
I  1663 overtog Frederik regeringen i Nassau-Weilburg. Samme år giftede han sig med Christiane Elisabeth af Sayn-Wittgenstein-Homburg (1646–1678). De fik tre børn. Den ældste søn Johan Ernst af Nassau-Weilburg (1664–1719) efterfulgte sin far som regerende greve.